# (37949) 1998 HD29
1998 HD29 (asteroide 37949) é um asteroide da cintura principal. Possui uma excentricidade de 0.12463470 e uma inclinação de 11.74703º.
Este asteroide foi descoberto no dia 20 de abril de 1998 por LINEAR em Socorro.